# بیربانگز اند بنتلیز
بیربانگز اند بنتلیز (انگلیسی: Beerbongs & Bentleys) دومین آلبوم استودیویی از رپر و خواننده آمریکایی پست مالون است که در ۲۷ آوریل ۲۰۱۸ توسط ریپابلیک رکوردز منتشر شد. آلبوم با حضور چندین هنرمند مهمان از جمله سوئه لی، ۲۱ سویج، تای دولا ساین، نیکی میناژ و جی-ایزی ضبط و توسط چندین موسیقی‌دان از جمله لوئیس بل، فرانک دوکس و اندرو وات تهیه شده‌است.
بیربانگز اند بنتلیز با داشتن ۴۶۱٬۰۰۰ واحد فروش معادل آلبوم، که ۱۵۳٬۰۰۰ واحد فروش خالص داشت، با موفقیت تجاری روبرو شد و در رتبه اول بیلبورد ۲۰۰ ایالت متحده آمریکا قرار گرفت. این رکورد در اسپاتیفای با داشتن ۴۷٫۹ میلیون استریم در ایالات متحده در اولین روز انتشار، رکوردهای استریم را نیز شکست. این آلبوم با پنج تک آهنگ پشتیبانی می‌شود: «راک‌استار»، «کندی پینت»، «روانی»، «توپ برای من»، و «الان بهتری»، که «راک‌استار» و «روانی» در صدر جدول ۱۰۰تای داغ بیلبورد ایالات متحده قرار گرفته‌اند. این آلبوم با ۹ ترانه در ۲۰تای برتر جدول، رکورد ۲۰ ورودی برتر همزمان در ۱۰۰تای داغ بیلبورد را شکست.
در حالی که بیربانگز اند بنتلیز نظرات مختلفی را از منتقدین دریافت کرد، در چندین فهرست از بهترین آلبوم‌های سال ۲۰۱۸ قرار گرفت. این آلبوم توسط انجمن صنعت ضبط موسیقی ایالات متحده آمریکا (آرآی‌ای‌ای) سه گواهی‌نامه پلاتین دریافت کرد و نامزدی آلبوم سال را از شصت و یکمین مراسم جایزه گرمی به‌دست‌آورد.